# Ettore Spalletti
Pour les articles homonymes, voir Spalletti.
Ettore Spalletti, né le 26 janvier 1940 à Cappelle sul Tavo et mort le 11 octobre 2019 à  Spoltore, est un peintre et sculpteur italien.

## Biographie
Ettore Spalletti a toujours vécu dans la maison où il est né, dans une petite ville des Abruzzes.  Il étudie  la scénographie à l’Académie des Beaux-Arts de Rome au début des années 1960. Bien que réalisant des monochromes Ettore Spaletti ne se considère pas comme un peintre minimaliste et se réfère plutôt à la renaissance italienne, à Fra Angelico.
Ettore Spalletti commence à exposer en 1975 dans le galerie La Tartaruga à Rome (Italie). Parmi de très nombreuses expositions, on trouve de ses œuvres en 1980 musée national d'art d'Osaka, au documenta de Cassel (Hesse) en 1982 et 1992, au musée Solomon R. Guggenheim de New York en 2004 et au musée d'art moderne de la ville de Paris en 1991. Il participe 4 fois à la Biennale de Venise (1982, 1993, 1995 et 1997). ). En 1993-1996 il peint et aménage  la « salle des départs » de l’hôpital Raymond Poincaré, à Garches.  

## Expositions
- 1982 : documenta
- 1991 : musée d'art moderne de la ville de Paris
Ettore Spalletti : 28 mars-26 mai 1991 Musée d'art moderne de la ville de Paris (ISBN 978-2879000350)
- 1992 : documenta
- 1993 : Solomon R. Guggenheim Museum (avec Haim Steinbach)[7]
Germano Celant et Anthony Calnek, Osmosis: Ettore Spalletti and Haim Steinbach, Solomon R. Guggenheim Museum, 1993 (ISBN 978-0892071050).
- 2006 : villa Médicis, Rome (Italie)
- 2006 : villa Valcampana Permariemonti, Treia (Italie)
- 2009 : Museum Kurhaus Kleve
- 2010 : galerie Helga de Alvear, Madrid (Espagne)
- 2013 : La beauté est là où l'œil se pose, galerie Lelong, Paris (France)
- 2014 : exposition itinérante au MAXXI, MADRE et GAM[8]
- 2019  Nouveau Musée National de Monaco, du 18 avril 2019 au 3 novembre[9].